# National Arts Festival
Das National Arts Festival (NAF), früher auch Grahamstown Festival, ist das größte Kunstfestival Afrikas. Es findet jährlich in Makhanda – bis 2018 Grahamstown – in Südafrika statt. 

## Beschreibung
Das Festival findet jeweils Ende Juni/Anfang Juli statt und dauert elf Tage. Es ist nach dem Vorbild des Edinburgh Festival aufgebaut. Neben dem Hauptprogramm (Main Programme) findet das Fringe Festival (wörtlich „Randfestival“) statt. Beide Veranstaltungen werden vom unabhängigen, gemeinnützigen National Arts Festival Office organisiert. Dargeboten werden unter anderem Schauspielkunst, bildende Kunst, Musik und Tanz, daneben eine Kunsthandwerksausstellung. Führungen durch das historische Grahamstown gehören ebenfalls zum Programm. Außerdem gibt es das Children’s Arts Festival, das National Youth Jazz Fest, das Think!Fest mit Podiumsdiskussionen und seit 2011 das Fingo Festival im Fingo Village. Zu den rund 90 Veranstaltungsorten zählen Theater, Kirchen und Schulen. Zentraler Punkt ist das zum Siedlerdenkmal gehörende Haus (siehe unten) mit 900 Sitzplätzen. Es gibt rund 2000 Aufführungen von über 600 unterschiedlichen Veranstaltungen. Das Fringe Festival hat etwa denselben Umfang wie das Hauptprogramm, es ist aber offen für alle Künstler. Die meisten Künstler sind Südafrikaner.
Das NAF zählt regelmäßig über 200.000 Besucher, die festinos genannt werden. Die durchschnittliche Aufenthaltsdauer für externe Besucher betrug 2016 sechs Tage.
Jährlich werden von der Standard Chartered Bank Young Artist Awards an südafrikanische Nachwuchskünstler verliehen, in den Sparten Musik, Schauspiel, Tanz, Jazz, Bildende Kunst und Sonstige (zum Beispiel an Performance-Künstler). Fringe-Produktionen können mit dem Standard Bank Ovation Award ausgezeichnet werden.
Das NAF gehört zur World Fringe Alliance.

## Geschichte
Das Festival wurde erstmals 1974 ausgetragen, als am Veranstaltungsort ein Denkmal für die britischen „Siedler von 1820“ eingeweiht wurde. 1975 fand das Festival nicht statt, seit 1976 aber regelmäßig. Das Festival war auch während der Zeit der Apartheid offen für alle Bevölkerungsgruppen. Während 1974 64 unterschiedliche Veranstaltungen angeboten wurden, stieg die Zahl rasch an, etwa auf 350 im Jahr 2010. Seit 2002 wird das Festival vom National Arts Festival Office veranstaltet. Das NAF zählt regelmäßig über 200.000 Besucher.